# Verkehrszeiten

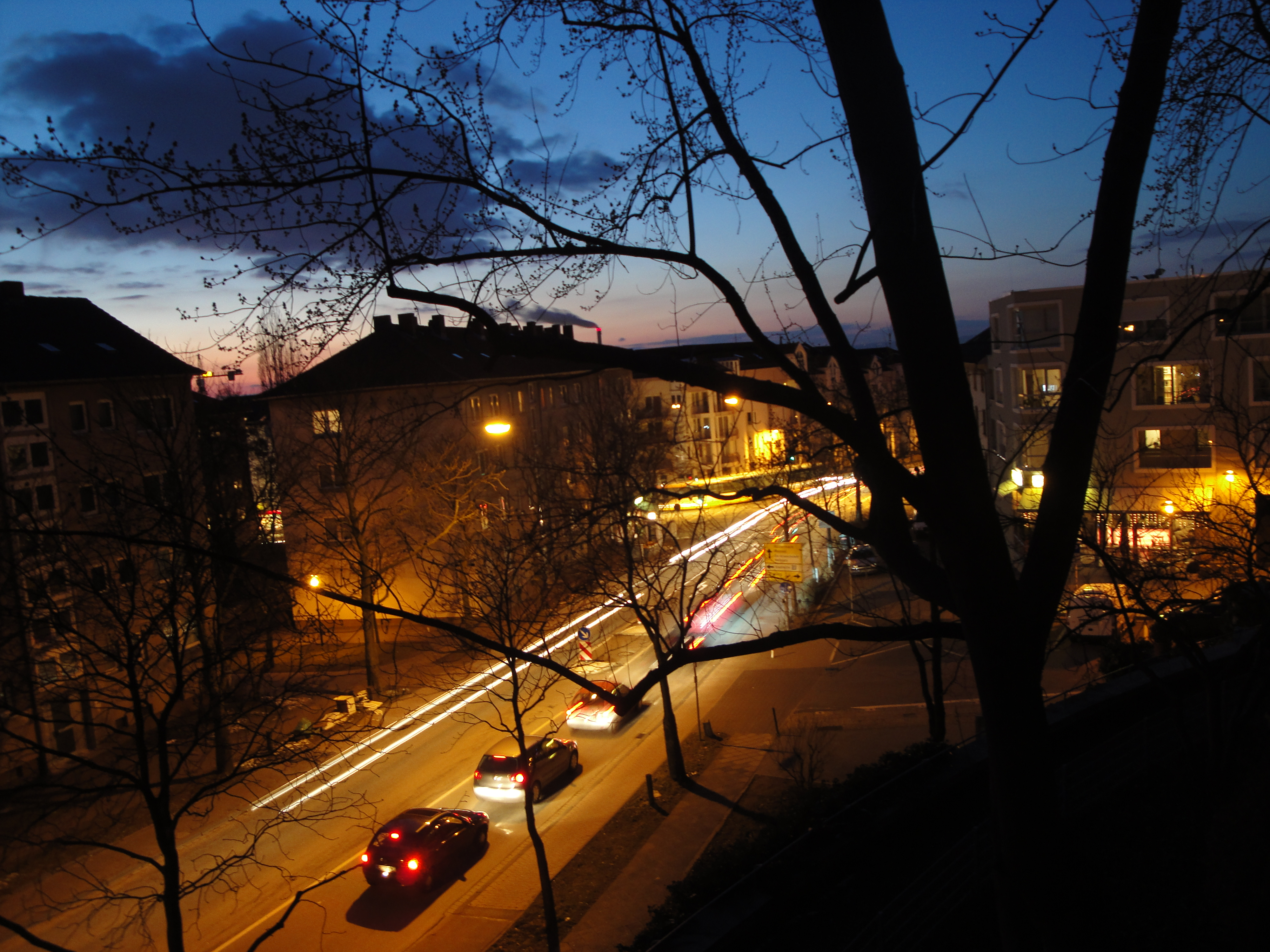
Stadtverkehr in der späten Abenddämmerung

Aus den tageszeitlichen Schwankungen der Verkehrsnachfrage lassen sich im Allgemeinen drei Kategorien der Verkehrszeiten ableiten: Die Hauptverkehrszeit (HVZ), die Normalverkehrszeit bzw. Nebenverkehrszeit (NVZ) und die Schwachverkehrszeit (SVZ), abends auch Spätverkehrszeit genannt.

## Hauptverkehrszeit

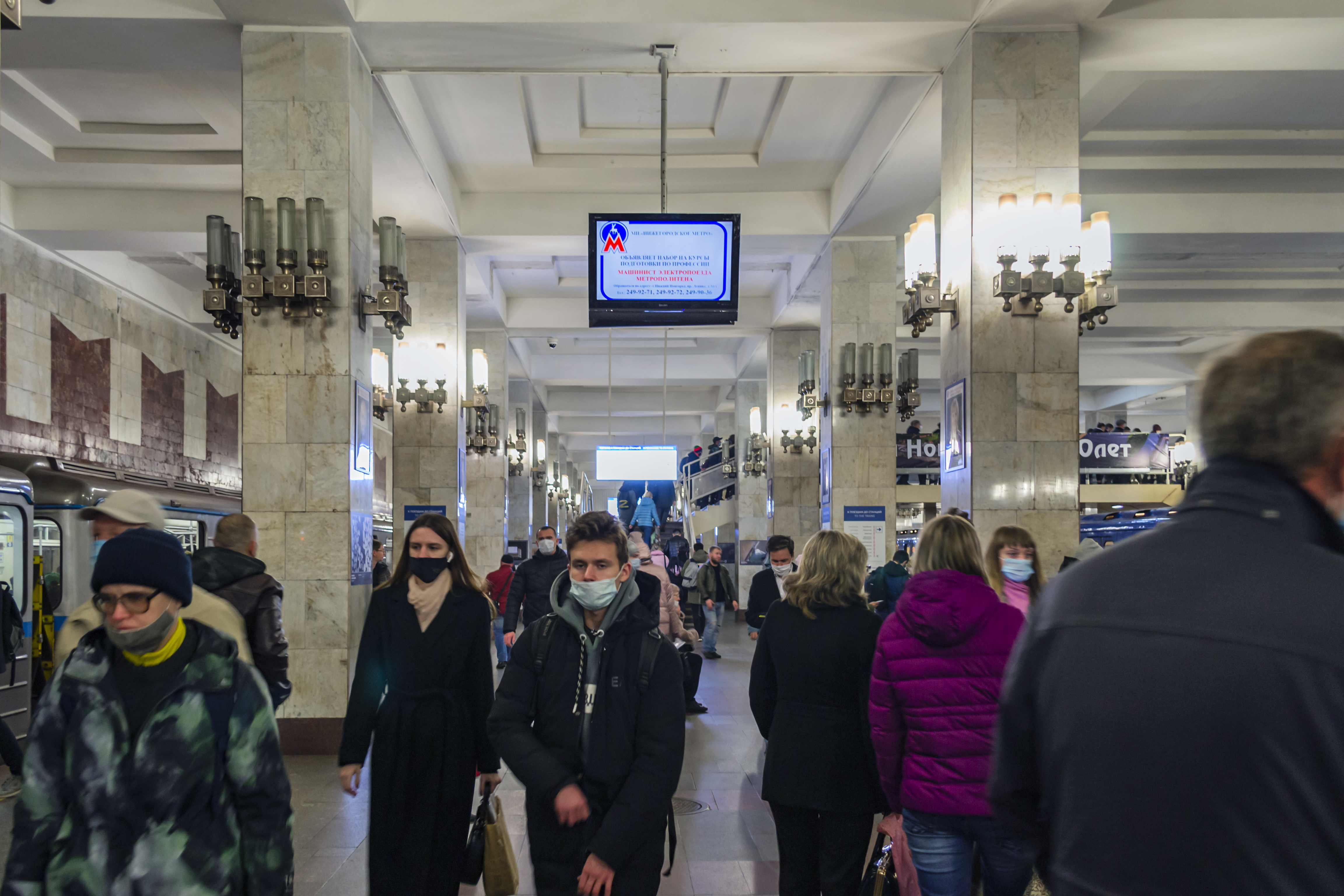
Hauptverkehrszeiten in der Metrostation Nischni Nowgorod Moskowskaja

In der Hauptverkehrszeit (HVZ), umgangssprachlich auch als Spitzenverkehrszeit, Spitzenzeit, Stoßzeit oder englisch Rush Hour bezeichnet, dominieren vor allem die Fahrtzwecke Arbeit (Berufsverkehr) und Schule (Schülerverkehr). Im unmittelbaren Umkreis von Schulen und Kindergärten entsteht durch die Beförderung der Kinder zu Unterrichtsbeginn und das Abholen zum Unterrichtsende häufig die spezielle Form der „Schul-Rushhour“. Das Verkehrsaufkommen ist in der Hauptverkehrszeit besonders stark, und es kommt oft zu Staus. Die Nachfrage gerade zur morgendlichen Hauptverkehrszeit ist als unelastisch zu betrachten, da Arbeits- und Schulbeginn meist festliegen. Die mittägliche Hauptverkehrszeit wird vom Schülerverkehr dominiert und betrifft hauptsächlich den öffentlichen Personennahverkehr (ÖPNV). Die Spitze fällt meistens gering aus, daher wird dieser Zeitraum nicht überall als Hauptverkehrszeit ausgewiesen. In der abendlichen Hauptverkehrszeit fällt die Verkehrsspitze in der Regel niedriger aus als morgens, da hier eine größere Verteilung besteht. Die Hauptverkehrszeit geht üblicherweise von 6 bis 9 Uhr (Früh-HVZ) und von 16 bis 19 Uhr (Spät-HVZ). Im ländlichen Raum können sich Beginn und Ende um bis zu einer Stunde verschieben, da meist die Fahrtzeiten für Pendler zwischen Land und Ballungsgebieten größer sind.
In der Hauptverkehrszeit (Werktag außer Samstag) bestehen im öffentlichen Personennahverkehr oft andere Takte (Fahrtenfolgen) oder Fahrzeiten, zuweilen wird auch fahrplanlos mit maximaler Fahrzeugfolge gefahren (so zum Beispiel in Paris und New York). Im Individualverkehr können in der Hauptverkehrszeit spezielle Ampelschaltungen, Tempolimits, Fahrstreifenaufteilungen und Einbahnstraßenregelungen gelten (so zum Beispiel in Hamburg die Sierichstraße: Sie ist jeweils Einbahnstraße in Lastrichtung, 4 bis 12 Uhr stadteinwärts, 12 bis 4 Uhr stadtauswärts).
In Ballungsräumen wird eine Ausdehnung der Hauptverkehrszeit über den Morgen oder in den Abend beobachtet, da die Verkehrsteilnehmer versuchen, dem täglichen Verkehrsstau zu entgehen. Auch machen sich die längeren Ladenöffnungszeiten bemerkbar.
Im Telekommunikationsbereich umfasst die Hauptverkehrszeit nach ITU-T-Empfehlung etwa vier Stunden am Tag ohne genauere Festlegung. Für Deutschland liegt sie werktags von 09:30 Uhr bis 11:30 Uhr und umfasst somit eine Zeitdauer von zwei Stunden.

## Nebenverkehrszeit
Die Nebenverkehrszeit (NVZ) stellt die Verkehrszeit mit mittlerem bzw. normalem Verkehrsaufkommen bzw. Fahrgastaufkommen und entsprechenden Takten bzw. Fahrzeugeinsätzen im öffentlichen Personennahverkehr dar. Die Verkehrsnachfrage ist hier also geringer als zur Hauptverkehrszeit. Es dominieren der Lieferverkehr zusammen mit den Fahrtzwecken Besorgungen, Erledigungen und Einkauf. Die Nebenverkehrszeit beginnt in Ballungsgebieten wochentags um etwa 9 Uhr und endet gegen 16 Uhr, wobei dies in den meisten Fällen auch für den Samstag gilt. In Räumen mit ausgeprägtem Schülerverkehr wird die Nebenverkehrszeit zur mittäglichen Schülerheimfahrt unterbrochen.
Mitunter wird die NVZ auch als Normalverkehrszeit bezeichnet.

## Schwachverkehrszeit
Die Verkehrsnachfrage in der Schwachverkehrszeit (SVZ) ist gering. Die Fahrtzwecke Freizeit, Erholung und Wohnen überwiegen. Die Schwachverkehrszeit beginnt an Wochentagen in der Regel nach 20 Uhr (durch die Verlängerung der Ladenöffnungszeiten oft erst nach 21 Uhr) und dauert bis zur morgendlichen Hauptverkehrszeit, Samstags gilt sie außerhalb der Nebenverkehrszeit und an Sonn- und überregionalen Feiertagen ganztägig. In Großstädten mit höherer Nachfrage und großem Touristenanteil wird sonn- und feiertags im öffentlichen Personennahverkehr während der Zeit von mittags bis abends wie zur Nebenverkehrszeit gefahren.
Innerhalb der Schwachverkehrszeit wird zwischen Früh- und Spätverkehr (Abendverkehr) unterschieden. Ein Frühverkehr wird besonders an Sonn- und Feiertagen bis zum Beginn des normalen Tagesverkehrs angeboten. Ein besonderer Spätverkehr berücksichtigt die veränderte Verkehrsnachfrage am späten Abend (Kulturstandorte, Diskotheken etc.). In kleineren Städten in Deutschland wird im Gegensatz zu solchen Städten in der Schweiz der reguläre Stadtbusverkehr an Sonntagen oft erst um die Mittagszeit aufgenommen, morgens fahren Anruf-Sammel-Taxen (AST).
Mitunter wird die SVZ auch nur als Spätverkehrszeit bezeichnet. In der Schweiz wird die SVZ üblicherweise Randverkehrszeit (RVZ) genannt.

## Beispiele
Im Folgenden wird beispielhaft die Zuordnung der einzelnen Verkehrszeiten aus den Nahverkehrsplänen der Städte Bottrop und Rostock dargestellt. Der Bottroper Nahverkehrsplan weist dabei die mittägliche Schülerheimfahrt als Hauptverkehrszeit aus. Auffällig ist die sehr kurze morgendliche Hauptverkehrszeit in Rostock. Insgesamt entspricht das Bottroper Beispiel (abgesehen von der Mittagshauptverkehrszeit) eher den für die großen Ballungsräume verwendeten Einteilungen.
| Uhrzeit in h  | 00           | 00           | 01           | 01           | 02           | 02           | 03           | 03           | 04           | 04           | 05           | 05           | 06           | 06           | 07           | 07           | 08      | 08      | 09      | 09      | 10      | 10      | 11      | 11      | 12      | 12      | 13      | 13      | 14      | 14      | 15      | 15      | 16      | 16      | 17      | 17      | 18      | 18      | 19      | 19      | 20      | 20      | 21      | 21      | 22      | 22      | 23      | 23      |
| Bottrop       | Bottrop      | Bottrop      | Bottrop      | Bottrop      | Bottrop      | Bottrop      | Bottrop      | Bottrop      | Bottrop      | Bottrop      | Bottrop      | Bottrop      | Bottrop      | Bottrop      | Bottrop      | Bottrop      | Bottrop | Bottrop | Bottrop | Bottrop | Bottrop | Bottrop | Bottrop | Bottrop | Bottrop | Bottrop | Bottrop | Bottrop | Bottrop | Bottrop | Bottrop | Bottrop | Bottrop | Bottrop | Bottrop | Bottrop | Bottrop | Bottrop | Bottrop | Bottrop | Bottrop | Bottrop | Bottrop | Bottrop | Bottrop | Bottrop | Bottrop | Bottrop |
| ------------- | ------------ | ------------ | ------------ | ------------ | ------------ | ------------ | ------------ | ------------ | ------------ | ------------ | ------------ | ------------ | ------------ | ------------ | ------------ | ------------ | ------- | ------- | ------- | ------- | ------- | ------- | ------- | ------- | ------- | ------- | ------- | ------- | ------- | ------- | ------- | ------- | ------- | ------- | ------- | ------- | ------- | ------- | ------- | ------- | ------- | ------- | ------- | ------- | ------- | ------- | ------- | ------- |
| Mo–Fr         | SVZ          | SVZ          | SVZ          | SVZ          | SVZ          | SVZ          | SVZ          | SVZ          | SVZ          | SVZ          | SVZ          | SVZ          | HVZ          | HVZ          | HVZ          | HVZ          | NVZ     | NVZ     | NVZ     | NVZ     | NVZ     | NVZ     | NVZ     | NVZ     | HVZ     | HVZ     | HVZ     | HVZ     | NVZ     | NVZ     | NVZ     | NVZ     | HVZ     | HVZ     | HVZ     | HVZ     | NVZ     | NVZ     | NVZ     | NVZ     | SVZ     | SVZ     | SVZ     | SVZ     | SVZ     | SVZ     | SVZ     | SVZ     |
| Sa            | SVZ          | SVZ          | SVZ          | SVZ          | SVZ          | SVZ          | SVZ          | SVZ          | SVZ          | SVZ          | SVZ          | SVZ          | SVZ          | SVZ          | SVZ          | SVZ          | SVZ     | SVZ     | NVZ     | NVZ     | NVZ     | NVZ     | NVZ     | NVZ     | NVZ     | NVZ     | NVZ     | NVZ     | NVZ     | NVZ     | NVZ     | NVZ     | SVZ     | SVZ     | SVZ     | SVZ     | SVZ     | SVZ     | SVZ     | SVZ     | SVZ     | SVZ     | SVZ     | SVZ     | SVZ     | SVZ     | SVZ     | SVZ     |
| So u. Feiert. | SVZ          | SVZ          | SVZ          | SVZ          | SVZ          | SVZ          | SVZ          | SVZ          | SVZ          | SVZ          | SVZ          | SVZ          | SVZ          | SVZ          | SVZ          | SVZ          | SVZ     | SVZ     | SVZ     | SVZ     | SVZ     | SVZ     | SVZ     | SVZ     | SVZ     | SVZ     | SVZ     | SVZ     | SVZ     | SVZ     | SVZ     | SVZ     | SVZ     | SVZ     | SVZ     | SVZ     | SVZ     | SVZ     | SVZ     | SVZ     | SVZ     | SVZ     | SVZ     | SVZ     | SVZ     | SVZ     | SVZ     | SVZ     |
| Rostock       |              |              |              |              |              |              |              |              |              |              |              |              |              |              |              |              |         |         |         |         |         |         |         |         |         |         |         |         |         |         |         |         |         |         |         |         |         |         |         |         |         |         |         |         |         |         |         |         |
| Mo–Fr         | Nachtverkehr | Nachtverkehr | Nachtverkehr | Nachtverkehr | Nachtverkehr | Nachtverkehr | Nachtverkehr | Nachtverkehr | Nachtverkehr | Nachtverkehr | S.           | S.           | HVZ          | HVZ          | HVZ          | NVZ          | NVZ     | NVZ     | NVZ     | NVZ     | NVZ     | NVZ     | NVZ     | NVZ     | NVZ     | NVZ     | NVZ     | NVZ     | NVZ     | NVZ     | HVZ     | HVZ     | HVZ     | HVZ     | HVZ     | NVZ     | NVZ     | SVZ     | SVZ     | SVZ     | SVZ     | SVZ     | SVZ     | SVZ     | SVZ     | SVZ     | SVZ     | SVZ     |
| Sa            | Nachtverkehr | Nachtverkehr | Nachtverkehr | Nachtverkehr | Nachtverkehr | Nachtverkehr | Nachtverkehr | Nachtverkehr | Nachtverkehr | Nachtverkehr | Nachtverkehr | Nachtverkehr | SVZ          | SVZ          | SVZ          | SVZ          | SVZ     | SVZ     | SVZ     | SVZ     | SVZ     | SVZ     | SVZ     | SVZ     | SVZ     | SVZ     | SVZ     | SVZ     | SVZ     | SVZ     | SVZ     | SVZ     | SVZ     | SVZ     | SVZ     | SVZ     | SVZ     | SVZ     | SVZ     | SVZ     | SVZ     | SVZ     | SVZ     | SVZ     | SVZ     | SVZ     | SVZ     | SVZ     |
| So u. Feiert. | Nachtverkehr | Nachtverkehr | Nachtverkehr | Nachtverkehr | Nachtverkehr | Nachtverkehr | Nachtverkehr | Nachtverkehr | Nachtverkehr | Nachtverkehr | Nachtverkehr | Nachtverkehr | Nachtverkehr | Nachtverkehr | Nachtverkehr | Nachtverkehr | SVZ     | SVZ     | SVZ     | SVZ     | SVZ     | SVZ     | SVZ     | SVZ     | SVZ     | SVZ     | SVZ     | SVZ     | SVZ     | SVZ     | SVZ     | SVZ     | SVZ     | SVZ     | SVZ     | SVZ     | SVZ     | SVZ     | SVZ     | SVZ     | SVZ     | SVZ     | SVZ     | SVZ     | SVZ     | SVZ     | SVZ     | SVZ     |

## Belege
1. ↑  Kanton St. Gallen: Verordnung zum Einführungsgesetz zum eidgenössischen Eisenbahngesetz (sGS 713.11) auf www.gesetzessammlung.sg.ch
2. ↑  Kanton Solothurn: 732.4 - Verordnung über das Grundangebot im regionalen Personenverkehr (Grundangebotsverordnung) auf so.clex.ch
3. ↑  Verkehrsbetriebe Luzern: Neuralgische Punkte im Luzerner Busnetz II (Memento des Originals vom 12. Januar 2015 im Internet Archive)  Info: Der Archivlink wurde automatisch eingesetzt und noch nicht geprüft. Bitte prüfe Original- und Archivlink gemäß Anleitung und entferne dann diesen Hinweis. (PDF) auf vbl.ch
4. ↑  Betriebszeiten (Memento des Originals vom 28. Dezember 2015 im Internet Archive)  Info: Der Archivlink wurde automatisch eingesetzt und noch nicht geprüft. Bitte prüfe Original- und Archivlink gemäß Anleitung und entferne dann diesen Hinweis. (PDF, S. 53) im Nahverkehrsplan der Hansestadt Rostock, Dezember 2005